# Dorfkirche Moßbach

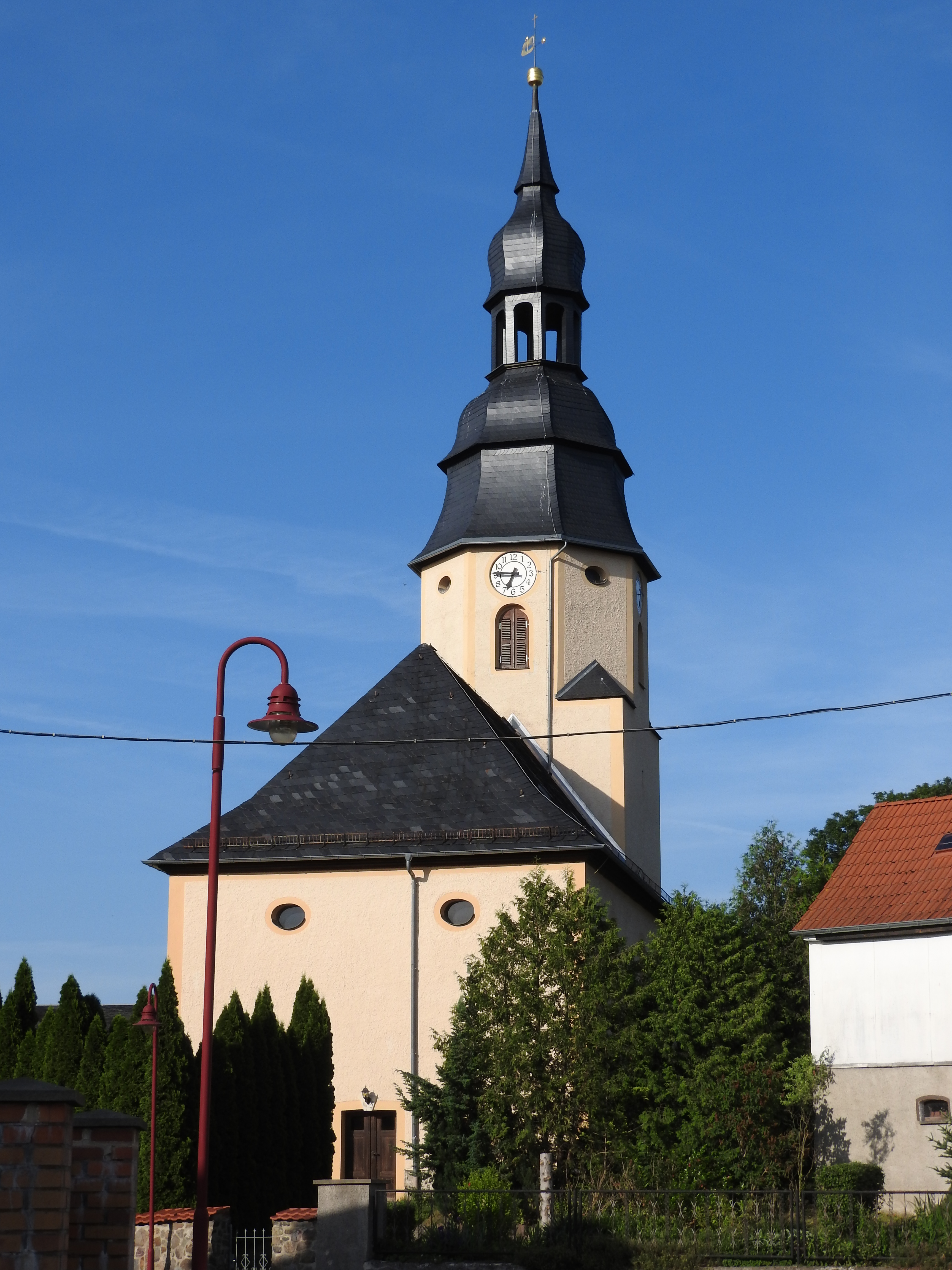
Dorfkirche Moßbach

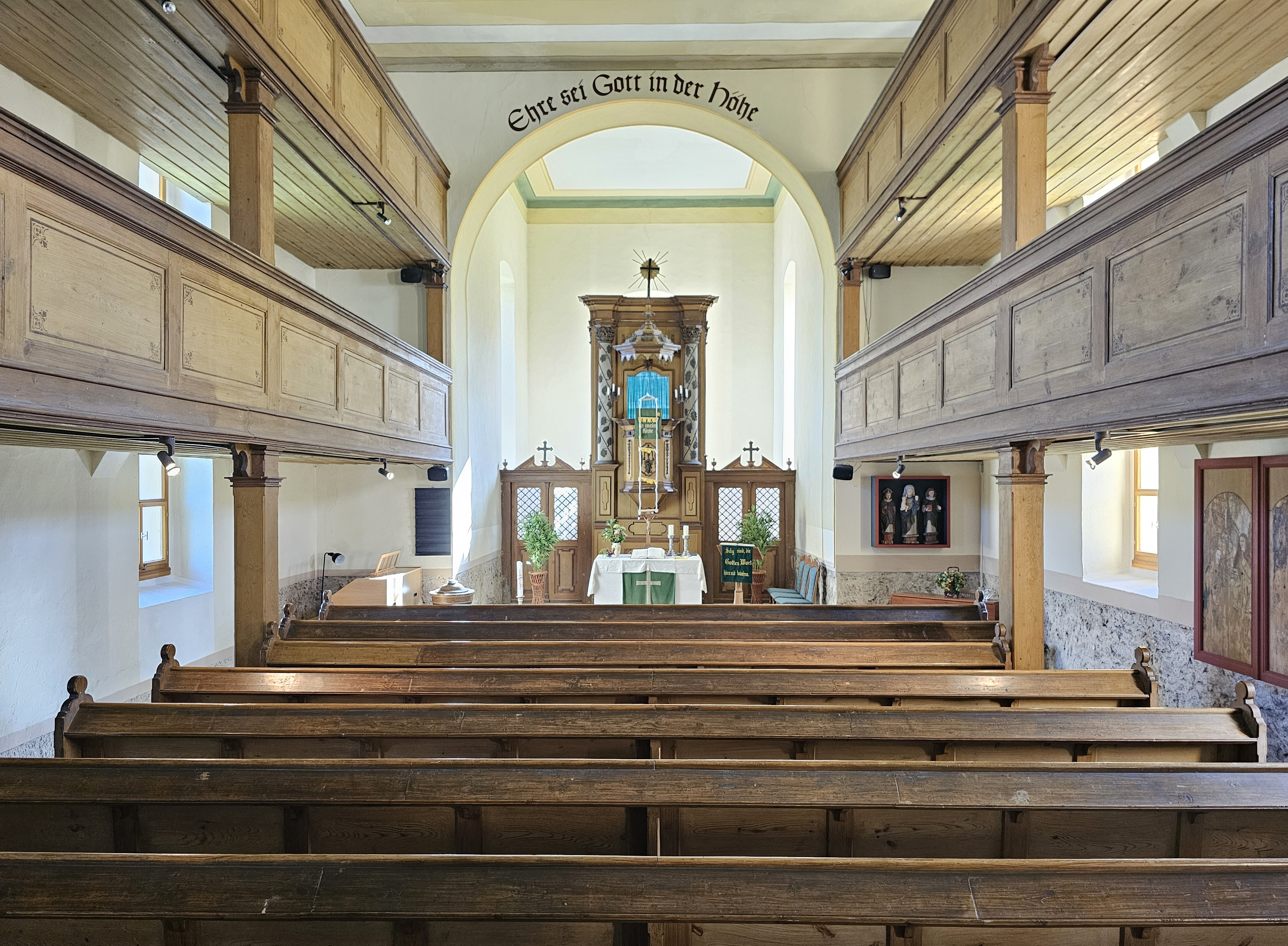
Innenraum (2023)

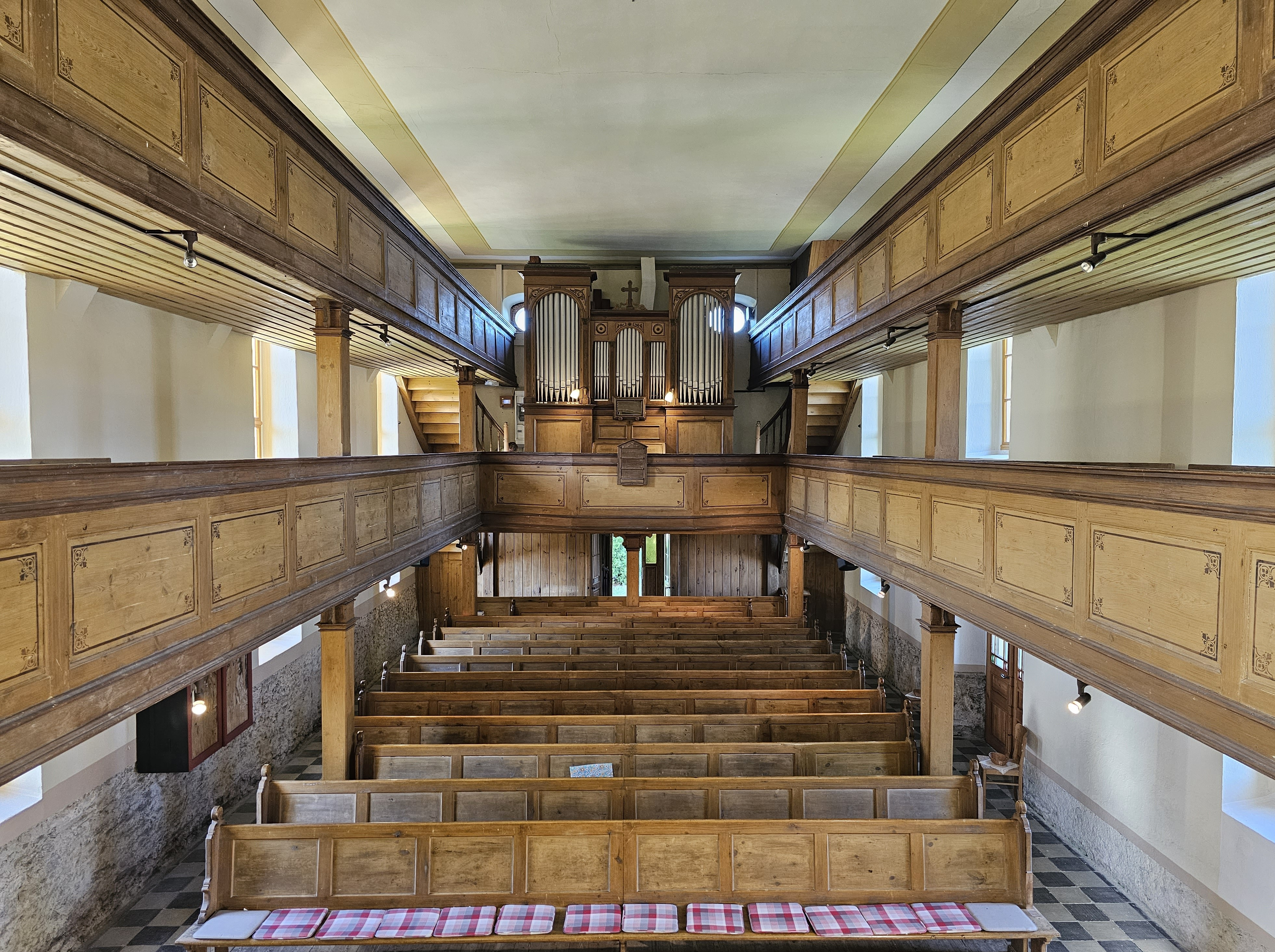
Innenraum, Blick zur Orgel

Die evangelische Dorfkirche Moßbach steht in der Gemeinde Moßbach im Saale-Orla-Kreis in Thüringen.

## Geschichte
Die evangelische Kirche in Moßbach wurde auf den Mauern der aus dem Mittelalter stammenden Vorgängerin aufgebaut. Aus dieser Zeit ist das Mauerwerk an der Ostseite des Gotteshauses erhalten. Die jetzige Kirche wurde 1747 erbaut und 1793 umgebaut. 1894 wurde das Kirchengebäude restauriert und die Fassade bekam einen Außenputz. Aus diesem Jahr stammt auch die Orgel von Carl Friedrich Zillgitt. Sie verfügt über 16 Register auf zwei Manualen und Pedal.
Nach 2007 erfolgten mit Mitteln des Denkmalschutzes Sicherungs- und Sanierungsmaßnahmen am Kirchturm- und Kirchenschiffdachtragewerk und die Fassade erhielt wieder einen Außenputz.